# Mehmet Akif Pirim
Mehmet Akif Pirim (n. 17 septembrie 1968, Rize, Turcia) este un luptător ce a reprezentat Turcia, medaliat olimpic. A participat la două ediții ale Jocurilor Olimpice (1992, 1996) în care a câștigat o medalie de aur și o medalie de bronz.